# Space Shuttle: A Journey into Space
Space Shuttle: A Journey into Space est un jeu vidéo de simulation de vol spatial développé par Steve Kitchen et publié par Activision en 1983 sur Atari 2600 avant d’être porté sur Amstrad CPC, Atari 5200, Atari 8-bit, Commodore 64 et ZX Spectrum. Le joueur est aux commandes de la navette spatiale américaine Discovery lors d’une mission de réparation d’un satellite. La mission est constituée de trois étapes : la mise en orbite de la navette, le rendez-vous puis l’accostage du satellite et enfin le retour et l’atterrissage. Elle peut être effectuée de trois manières différentes : d’abord une démonstration de l’opération, ensuite une simulation du vol avec l’assistance d’un ordinateur et enfin la mission en elle-même,. Dans la partie haute de l’écran est affiché une vue à la première personne de l’espace depuis le cockpit. Au milieu sont représentées deux jauges qui permettent d’ajuster la consommation de carburants lors du décollage. Enfin, le bas de l’écran affiche le panneau de contrôle de la navette
Steve Kitchen a l’idée de développer un jeu sur ce thème en avril 1981 alors qu’il travaille comme consultant pour une agence gouvernementale américaine. Il envisage d’abord de créer une simulation d’alunissage ou un jeu éducatif avant de décider de créer une simulation d’un vol de la navette spatiale américaine en juillet 1981.  Pour concevoir le jeu, il se documente sur le sujet et a notamment des contacts avec des employés de la NASA ou d’IBM qui lui envoient notamment une spécification technique de la navette et des informations sur ses ordinateurs de bord,. Il assiste également au décollage, puis à l’atterrissage de la mission STS-2 en novembre 1981. En juillet 1982, son concept commence à prendre forme et en août, il présente le jeu à Activision qui lui propose de le développer pour l’Atari 2600 plutôt que pour un micro-ordinateur.